# Madauros

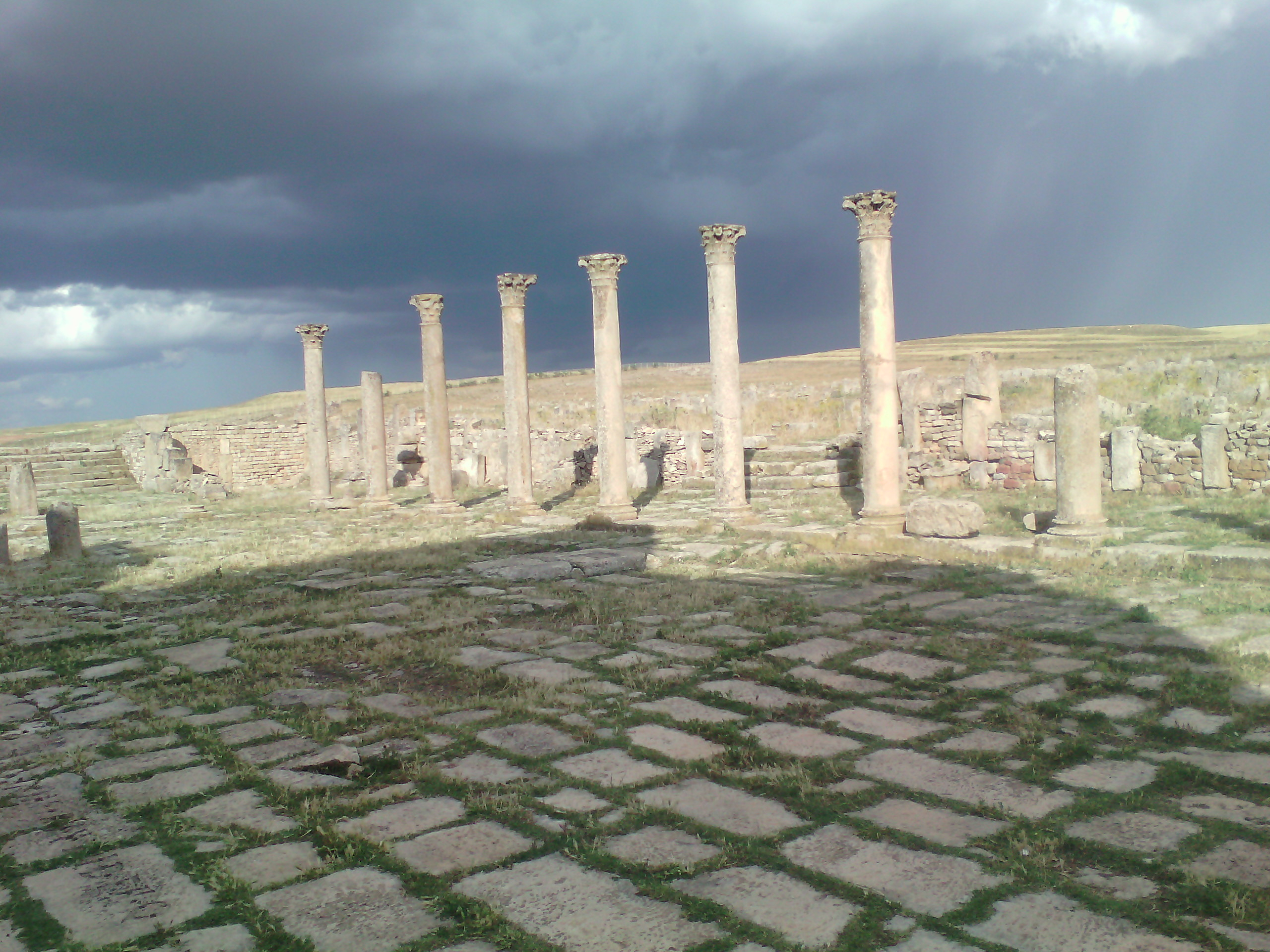
Madauros

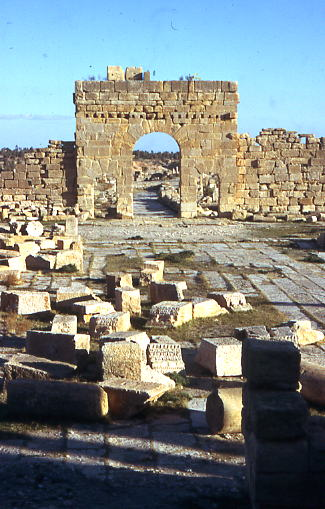

Madauros, ook Madaura of Madaurus, was een Berbers-Romeinse en later een Byzantijnse stad in het noordoosten van Algerije. De ruïnes van de antieke stad liggen op enkele kilometers van de moderne stad M’daourouch in de provincie Souk Ahras. De stad was bekend om haar school.

## Geschiedenis
Madauros werd gesticht rond 300 v. Chr. door lokale Berbers en stond onder het gezag van de Feniciërs.
De Romeinse stad werd gesticht in de eerste eeuw onder keizer Nerva als een kolonie voor Romeinse veteranen. Het stond toen bekend als Colonia Flavia Augusta Veteranorum Madaurensium. De stad had een school bekend voor haar opleiding in retorica, letteren, filosofie en wiskunde. Sint-Augustinus kwam op zijn 15e naar de stad om er te studeren. Eerder was de schrijver Apuleius (ca 124-ca 170) een bekende inwoner van de stad. Madauros was een van de belangrijkste steden in de Romeinse provincie Numidia. De meeste inwoners waren geromaniseerde lokale berbers. Tegen de 4e eeuw was het een christelijke stad met een eigen bisschopszetel waar Latijn werd gesproken.
Daarna begon de neergang van de stad. Ze kwam in handen van de Vandalen en in de 6e eeuw van de Byzantijnen. Zij versterkten de plaats en bouwden er een imposant fort, waarvoor zij stenen uit de vervallen Romeinse stad gebruikten.
De stad werd verlaten rond de tijd van de Arabische verovering van Noord-Afrika in de 7e eeuw. Volgens de legende werd de stad vernietigd door haar eigen inwoners op aansturen van koningin Kahina.

## Gebouwen
De stad had een typisch Romeins grondplan en had poorten en geplaveide straten. De stad had:
- thermen
- tempels
- een mausoleum
- drie basilieken
- een theater, gebouwd tussen 193 en 235 en gerestaureerd rond het jaar 400. Het theater had stenen zitbanken. Veel van de stenen van het theater werden gebruikt voor de bouw van het Byzantijnse fort.
- oliepersen
- een Byzantijns fort uit de 6e eeuw, gebouwd met stenen van de Romeinse gebouwen.

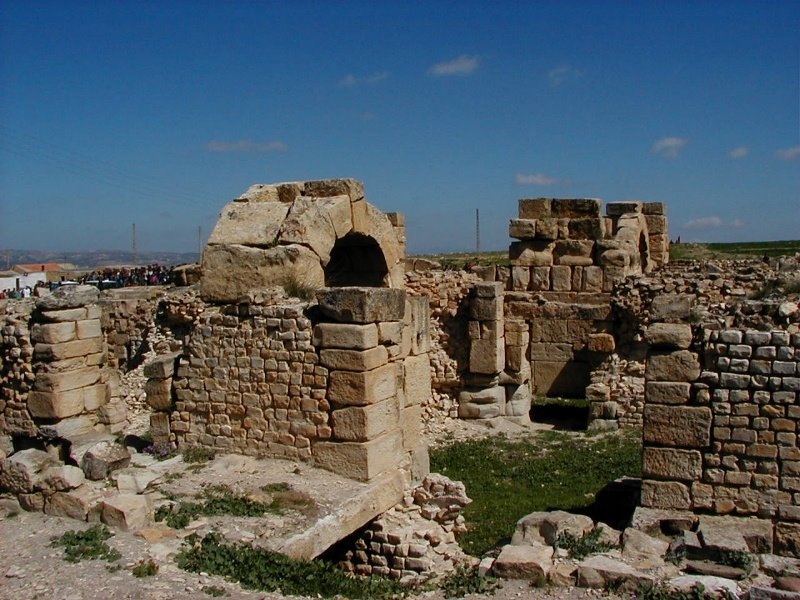
Thermen
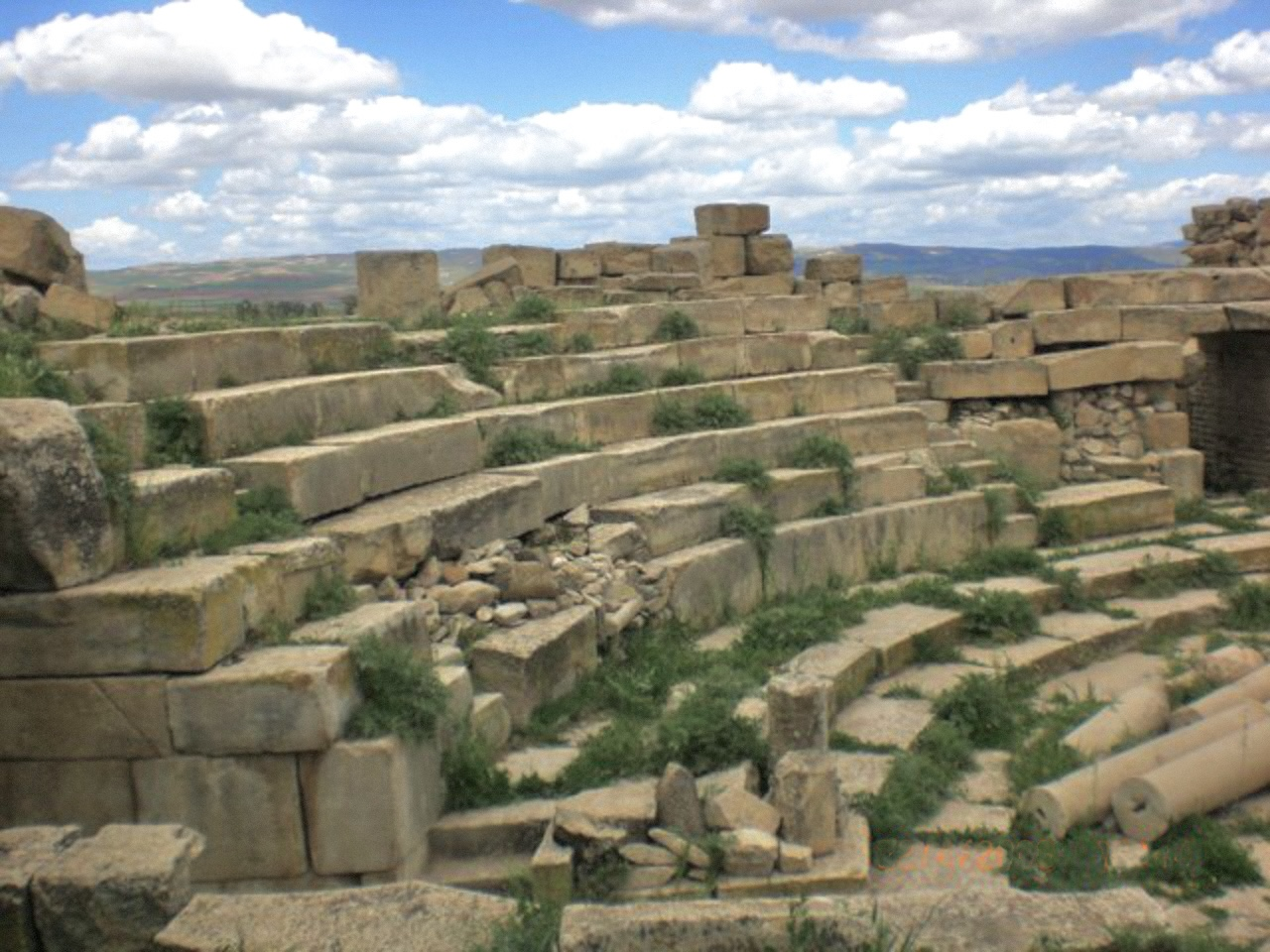
Theater
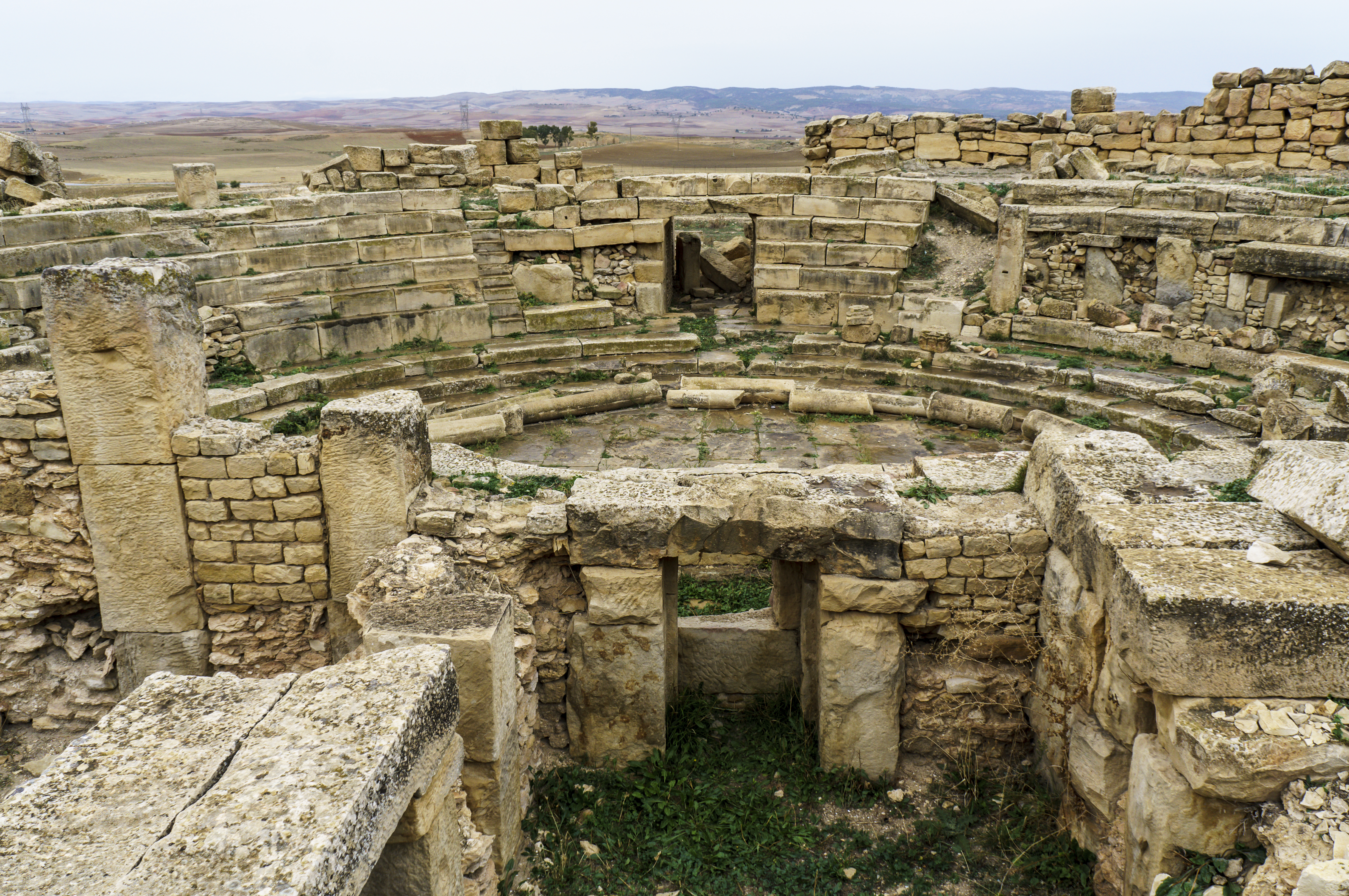
Theater
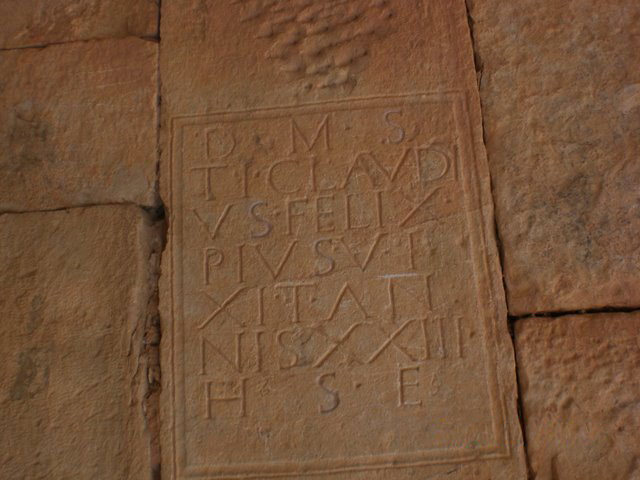
Inscriptie

## Archeologie
Er gebeurden opgravingen door Franse archeologen tussen 1920 en 1940.
Nabij de archeologische site is er een museum/lapidarium met grote collectie van grafstenen en inscripties.

## Geboren
- Apuleius (ca 124-ca 170), jurist, redenaar, schrijver
- Maximus van Madaura, redenaar, leerling van Sint-Augustinus
- Martianus Capella (360-428), astronoom en schrijver